# Nunta (piesă de teatru)

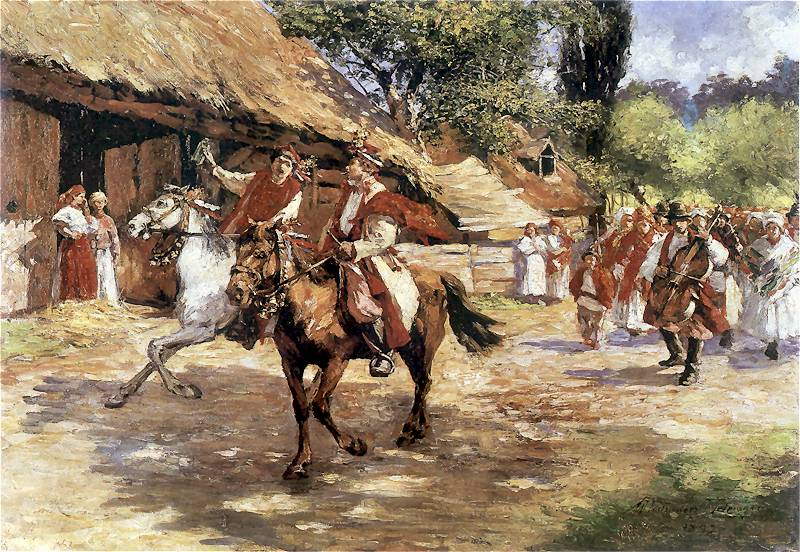
Wesele de Włodzimierz Tetmajer

Nunta (în poloneză Wesele) este o piesă de teatru din 1901 a scriitorului polonez Stanisław Wyspiański.